# Udavke
Udavke (Boinae) su potporodica zmija iz porodice kržljonoški (Boidae) u koju spadaju zmije koje plijen ne ubijaju otrovom nego gušenjem. 

## Osobine
Tijela ovih zmija su potpuno pokrivena ljuskama, izdužena i često cilindričnog oblika. Repovi su im relativno kratki, i počinju iza kloake. U repu mužjaci imaju par hemipenisa, a na tom mjestu su kod ženki razvijene mirisne žlijezde. Oči im nemaju kapke, a zjenice su im okomito rascijepljene. Želudac im je vrlo rastezljiv. Mirisne čestice hvataju jezikom, a zatim ih "vrednuju" u posebnim jamicama u nepcu. Oblik glava im je različit, neke vrste imaju izraženo razdvojenu glavu od tijela, dok se kod drugih glava gotovo bez prijelaza nadovezuje na tijelo.
Pored kloake, imaju rudimentarne ostatke stražnjih ekstremiteta, a imaju i ostatke zdjelice. 

## Veličina i težina
Ova potporodica obuhvaća neke od najvećih i najtežih vrsta zmija uopće. Velike vrste mogu biti duge od 7 do 10 m. Dokazano je izmjerena jedna jedinka zelene anakonde od 9,62 m.  Postoje i priče o zmijama od 12 ili čak 17 metara, no to je, za sada, još sasvim neizvjesno. No, u ovoj skupini su i puno manje zmije, tako recimo neke vrste pješčanih boa kao odrasle životinje teže svega nekoliko stotina grama, dok je izvagana težina jedne zelene anakonde bila čak 182 kg.

## Rasprostranjenost
Udavke nastanjuju kako novi, tako i stari svijet. Najveći broj vrsta i podvrsta ovih zmija živi u Južnoj, ali i u Srednjoj pa do Sjeverne Amerike. Pored toga, udavke žive na Karibima, otocima južnog Pacifika i dijelovima južne Azije. I na Madagaskaru žive udavke. Samo neke vrste udavki, kao naprimjer pješčana boa, se mogu sresti u Africi. I u nekim europskim državama živi vrsta zapadna pješčana boa (Eryx jaculus). Udavki nema u Australiji i najvećem dijelu Azije.

## Ishrana
Kao što im ime govori, ove zmije ubijaju svoj plijen davljenjem, odnosno, omotaju se oko žrtve, i neprekidno sve jače stišću žrtvu, da više ne može udahnuti. No, danas se smatra, da kod žrtve dođe do zastoja srca od stiska i zaustavljanja krvotoka, tako da od toga ugine prije nego zbog nedostatka zraka.

## Razmnožavanje
Za razliku od pitona sve udavke su ovoviviparne, što znači da kote žive mlade. Jaja ostaju u tijelu majke gdje dozrijevaju. Njihova jaja nemaju tvrdu ljusku, i mladunci dolaze na svijet u mekoj, prozirnoj ovojnici koju odmah probijaju.

## Rodovi
Potporodica udavki ima 7 rodova:
- Madagaskarske boe (Acrantophis)
- Šarena boa (Boa) - (ovaj rod ima samo jednu vrstu, šarenu bou (Boa constrictor) s velikim brojem podvrsta, često ju se poistovjećuje s cijelom potporodicom)
- Pacifičke otočne boe (Candoia)
- Psoglave boe (Corallus)
- Vitke boe (Epicrates)
- Anakonde (Eunectes)
- Madagaskarske psoglave boe (Sanzinia)

## Taksonomija
Neki izvori rodove Acrantophis i Sanzinia poistovjećuju s rodom Boa.

## Zaštita
Većina udavki ne podliježu zaštiti i često ih se može sresti u terarijima. Iznimke su navedene u Aneksu A Europskog pravilnika o zaštiti vrsta, a odnosi se prije svega na vrste s Madagaskara i Portorika
Poimence, to su sljedeće vrste:
- Acrantophis sp.
- Sanzinia sp.
- Epicrates inornatus
- Epicrates monensis
- Epicrates subflavus
- Boa constrictor occidentalis

Nije dozvoljeno, bez izričitog odobrenja nadležne institucije, ove životinje ni kupovati niti držati ih. 

## Vanjske poveznice

### Ostali projekti
|  | Wikivrste imaju podatke o taksonu Boinae |